# Ford TH!NK
Ford TH!NK é um automóvel elétrico compacto, de dois lugares, criado pela Ford europeia para a Noruega.